# 노나 가프린다시빌리
노나 가프린다시빌리(조지아어: ნონა გაფრინდაშვილი, 1941년 5월 3일~)는 소련과 조지아의 체스 그랜드 마스터이다. 공격적인 경기 스타일로 유명하며, 1962년부터 1978년까지 여자 세계 체스 챔피언이었고, 1978년에는 국제 체스 연맹 그랜드마스터 칭호를 받은 최초의 여성이었다. 2013년 세계 체스 명예의 전당에 헌액되었고 2015년에는 대통령 우수 훈장을 받았다.
가프린다슈빌리는 다섯 살 때 체스를 시작했고, 1954년에 트빌리시로 이주하여 그랜드마스터들에게 훈련을 받았다. 1962년, 그녀는 현직 챔피언 옐리자베타 비코바와의 경기에서 압도적인 승리를 거두며 여자 세계 체스 챔피언이 되었다. 이는 조지아 전역에서 큰 찬사를 불러일으켰다. 그녀는 네 차례에 걸쳐 성공적으로 타이틀을 방어했는데, 세 번은 알라 쿠시니르를 상대로, 한 번은 나나 알렉산드리아를 상대로 방어했다. 1978년에는 마이아 치부르다니제에게 간발의 차이로 타이틀을 잃었다. 가프린다슈빌리는 선수 경력 동안 남자 토너먼트에 참가했는데, 론 파인 국제 대회에서 그랜드마스터 칭호를 획득했다. 이후 그녀는 여자 세계 시니어 선수권 대회에 정기적으로 출전했다.
체스 경력 외에도 가프린다슈빌리는 조지아 정치에서 활발히 활동했다. 그루지야 SSR 최고 소비에트 의원을 역임했고, 조지아 국가 올림픽 위원회 위원장을 지냈으며, 2011년 조지아 시위를 조직한 인민 의회 그룹의 일원이었다. 2021년, 가프린다슈빌리는 넷플릭스가 퀸스 갬빗에서 그녀가 남자 선수와 대결한 적이 없다고 잘못 묘사한 후 명예훼손 소송을 제기했고, 넷플릭스는 2022년에 합의했다.

## 어릴 적 삶
노나 가프린다슈빌리는 1941년 주그디디에서 여섯 남매 중 막내이자 유일한 딸로 태어났다. 그녀의 가족은 매우 활동적이었고, 동네 아이들은 탁구, 당구, 축구를 하기 위해 가프린다슈빌리네 집에 자주 모이곤 했다. 그녀는 가족 중 여자아이였기 때문에 축구 경기에서 골키퍼를 맡았다. 그녀는 다섯 살 때 아버지에게서 체스를 처음 배웠고, 오빠가 체스 하는 것을 보면서 배웠다. 가프린다슈빌리가 열한두 살이었을 때, 그녀는 오빠와 함께 체스 토너먼트에 갔고, 오빠가 경기를 할 수 없게 되자 그녀가 대신 경기에 나섰다. 여기서 그녀는 체스 트레이너 바흐탕 카르셀라제의 눈에 띄었다. 그녀의 부모는 그녀를 숙모와 함께 트빌리시에서 살게 했고, 그곳에서 1954년부터 체스 그랜드마스터들과 훈련할 수 있었다. 1956년, 열네 살의 나이에 그녀는 소련 여자 선수권 대회 준결승에서 우승했다.

## 세계 챔피언 및 그랜드마스터

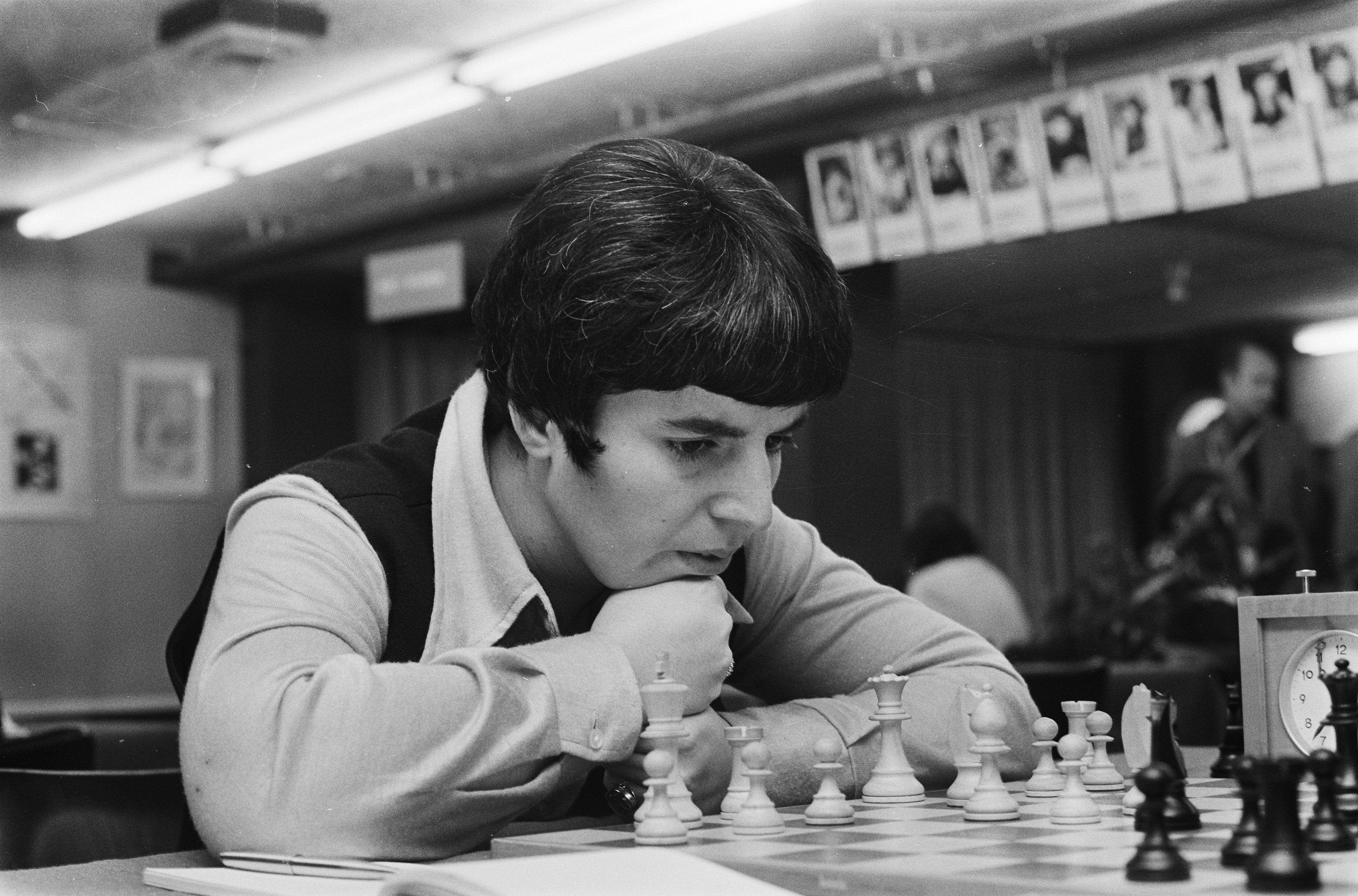
1975년의 가프린다슈빌리

가프린다슈빌리는 1961년 여자 후보자 토너먼트에서 우승하여 당시 여자 체스 세계 챔피언이었던 옐리자베타 비코바에게 도전할 자격을 얻었다. 가프린다슈빌리가 가장 좋아하는 축구팀인 FC 디나모 트빌리시는 그녀를 응원하기 위해 관중으로 경기에 참석했다. 가프린다슈빌리는 1962년 비코바와의 경기에서 비코바의 2점 대비 9점이라는 큰 승리를 거두었다. 경기는 다음 날 아침 재개될 예정이었으나, 비코바는 그날 밤 전화로 기권했다.
승리 후 가프린다슈빌리는 조지아에서 유명 인사가 되었고, 그녀가 세계 선수권 경기에서 돌아오자 군중이 그녀를 만나기 위해 모였다. 여자 그랜드마스터 제니퍼 샤하데는 가프린다슈빌리를 조지아가 소련의 구성 공화국이었던 시절, 조지아 민족주의와 장점의 상징으로 묘사했다. 그녀의 승리는 조지아에서 "여자 체스 혁명"의 시작을 알렸다. 여자 그랜드마스터 루수단 골레티아니는 그녀의 성공이 조지아 여성들의 더 넓은 "지적 혁명"을 고취하는 데 도움이 되었다고 말했다. 이후 많은 여성들이 체스를 시작했고, 조지아는 가프린다슈빌리 경력 동안 수많은 마스터를 배출하며 여자 체스에서 가장 두드러진 국가 중 하나가 되었다.
가프린다슈빌리는 소련 선수 알라 쿠시니르를 상대로 세 차례 성공적으로 타이틀을 방어했다. 1975년, 가프린다슈빌리는 조지아 선수 나나 알렉산드리아의 도전을 받았다. 두 조지아 선수 간의 경쟁은 그들의 고향에서 널리 주목받았다. 가프린다슈빌리는 알렉산드리아의 3.5점 대비 8.5점으로 승리했다.
경력 동안 가프린다슈빌리는 전통적으로 남자들이 참가하던 토너먼트에서도 성공적으로 경쟁했으며, 1963/4년 해스팅스 챌린저 토너먼트에서 우승하는 등의 성과를 거두었다. 그녀는 1976년 산도미에시에서 공동 2위를 차지했고, 1977년 론 파인 국제에서 공동 1위를 차지했으며, 1978년 도르트문트 스파르카센 체스 미팅에서 공동 2위를 차지했다. 론 파인에서의 성적은 그녀를 그랜드마스터 칭호를 위한 노름을 획득한 최초의 여성으로 만들었다. 론 파인에서의 우승은 또한 여성이 거둔 최초의 엘리트 토너먼트 우승이었다. 산도미에시와 도르트문트에서의 성적은 그랜드마스터 노름을 얻지는 못했는데, 각 경우에 0.5점이 부족하여 그랜드마스터 칭호를 얻는 데 기여할 수 없었다. 1978년 국제 체스 연맹 총회에서 가프린다슈빌리는 일반적인 요건인 총 24게임의 세 가지 노름이 아님에도 불구하고 그랜드마스터 칭호를 받았다. 그녀는 론 파인에서의 성과와 그에 따른 그랜드마스터 칭호 수여를 체스에서 자신의 가장 큰 업적으로 생각한다.
같은 해, 가프린다슈빌리는 또 다른 조지아 선수인 마이아 치부르다니제에게 타이틀 도전을 받았다. 치부르다니제는 당시 17세에 불과했다. 첫 세 라운드는 무승부였다. 그 후 치부르다니제가 세 라운드를 연속으로 이겼고, 이어서 가프린다슈빌리가 두 차례 승리했다. 마지막 라운드는 누가 챔피언십을 차지할지 결정하는 경기였다. 치부르다니제가 이겼고, 가프린다슈빌리는 세계 챔피언 타이틀을 잃었다.

## 이후 경력

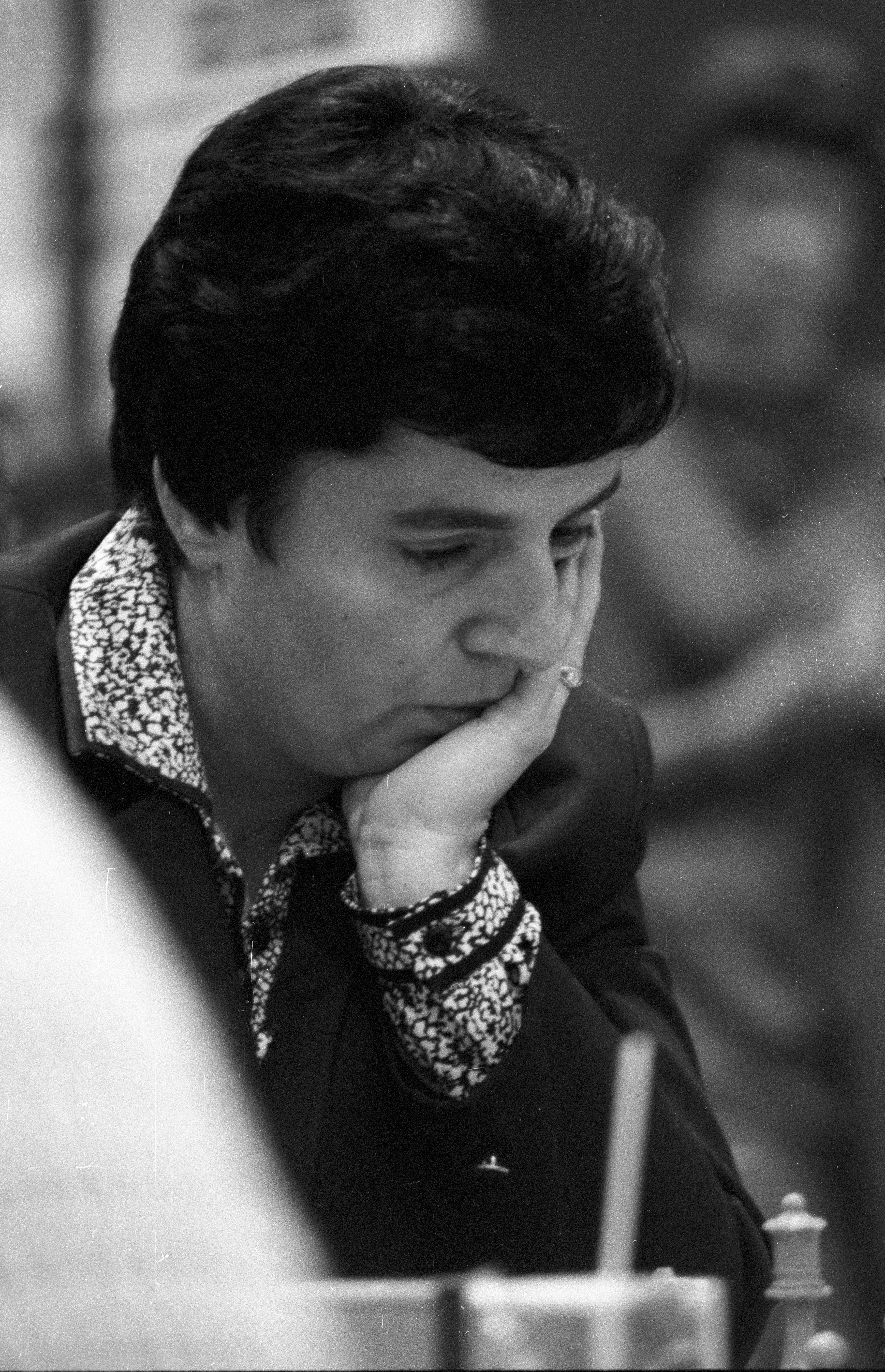
1982년의 가프린다슈빌리

가프린다슈빌리는 1963, 1966, 1969, 1972, 1974, 1978, 1980, 1982, 1984, 1986, 1990년 여자 체스 올림피아드에서 소련 대표로, 1992년에는 조지아 대표로 출전했다. 그녀는 1980년대 여자 올림피아드를 지배했던 소련 팀의 주요 선수 중 한 명이었다. 그녀는 11개의 팀 금메달과 9개의 개인 금메달을 포함하여 총 25개의 메달을 획득했다. 1986년 두바이 올림피아드에서는 그녀가 플레이한 10경기 모두에서 승리했다. 가프린다슈빌리는 소련 여자 체스 선수권 대회에서 1964년, 1973/74년, 1981년, 1983년, 1985년 등 다섯 차례 우승했다. 그녀는 1987년 7월에 국제 체스 연맹 최고 레이팅인 2495를 달성했다. 가프린다슈빌리는 이후 아나 마트나제와 테아 란차바를 포함한 젊은 여성 체스 선수들을 훈련시켰다. 2022년 우승 기준으로, 그녀는 65세 이상의 여성 선수들을 위한 대회인 여자 세계 시니어 선수권 대회에서 8승을 거두었다.
체스 외에도 가프린다슈빌리는 정치적으로 활발히 활동했으며, 조지아 소비에트 의회 의원을 역임했다. 이후 1989년부터 1996년까지 조지아 국가 올림픽 위원회 위원장을 지냈다. 그녀는 2002년 에두아르드 셰바르드나제 대통령에 반대하는 시위에 적극적으로 참여했다. 가프린다슈빌리는 이후 미헤일 사카슈빌리 대통령에 반대하는 정치 야당 운동인 인민 의회의 가장 저명한 구성원 중 한 명이었다. 그녀와 인민 의회는 2011년 조지아 시위에 참여했다.
2005년, 64세의 나이에 가프린다슈빌리는 네덜란드 하를럼에서 열린 BDO 체스 토너먼트에서 6.5/10점의 점수와 2510의 퍼포먼스 레이팅으로 우승했다. 2020년, 그녀는 나나 알렉산드리아, 마이아 치부르다니제, 나나 이오셀리아니와 함께 다큐멘터리 '영광의 여왕'에 출연했다.
넷플릭스 시리즈 퀸스 갬빗과 그 스토리는 가프린다슈빌리의 삶에서 영감을 받았다. 이 쇼는 그녀를 남자와 대결한 적이 없는 러시아 체스 선수로 잘못 묘사했는데, 사실 그녀는 1968년까지 최소 59명의 남자(10명의 남자 그랜드마스터 포함)와 경기를 했으며 실제로는 조지아 출신이다. 이에 대응하여 그녀는 2021년 9월 16일 거짓 정보, 사생활 침해, 명예훼손으로 넷플릭스를 상대로 5백만 달러의 소송을 제기했다. 2022년 9월, 넷플릭스는 가프린다슈빌리와 비공개 조건으로 합의했다.

## 개인 생활
1969년 12월, 가프린다슈빌리는 트빌리시에서 안조르 치치나제와 결혼했다.

## 경기 스타일 및 철학
가프린다슈빌리는 경쟁심과 공격적인 경기 스타일로 유명하다. 1962년 비코바에 대한 승리 이후, 젊은 여성 체스 선수들이 가프린다슈빌리의 공격적이고 기술적인 경기 스타일을 모방하는 것이 일반적이 되었다. 어릴 적 가프린다슈빌리는 패배를 잘 다루지 못하는 것으로 유명했다. 그녀는 다른 스포츠에서 문제를 보았기 때문에 심판이 체스에서 중요한 역할을 하지 않는다는 점에 대한 감사함을 표현했다. 가프린다슈빌리는 각 체스 선수가 비교할 수 있는 단일 요소가 아니라 자신만의 작품을 가지고 있다고 보아 체스 선수들을 비교하는 것을 좋아하지 않는다고 말했다. 그녀가 위대한 체스 선수로 꼽는 이들 중에는 보비 피셔, 미하일스 탈스, 폴 모피가 있다.

## 영예 및 수상
가프린다슈빌리는 2015년 기오르기 마르그벨라슈빌리 조지아 대통령으로부터 "국가와 민족에 대한 뛰어난 공헌"과 "국제 수준에서 조지아를 대표한 공로"로 대통령 우수 훈장을 받았다. 2013년에는 세계 체스 명예의 전당에 헌액되었다.
트빌리시의 체스 궁전은 가프린다슈빌리에게 헌정되었다. 주그디디 시는 가프린다슈빌리를 기리기 위해 동상을 세웠다. 그녀의 60번째 생일에 조지아 정부는 그녀에게 자동차 두 대를 선물했다. 2016년, 키르산 일륨지노프 국제 체스 연맹 회장은 그녀에게 로보르타스 클래식 주얼리 하우스에서 만든 체스 퀸 모양의 카이사 조형물을 선물했다.

## 참고 문헌
- Shahade, Jennifer (2022). 《체스 여왕들: 체스 챔피언과 역사상 가장 위대한 여성 선수들의 실제 이야기》. 호더 & 스토턴. ISBN 9781399701402.
- Soltis, Andrew (2014). 《소련 체스 1917–1991》. 맥파랜드. ISBN 978-0-7864-9758-4.